# غيلبرت دبليو. فيتزهاغ
غيلبرت دبليو. فيتزهاغ (بالإنجليزية: Gilbert W. Fitzhugh)‏ هو شخصية أعمال أمريكي، ولد في 1911، وتوفي في 1979.